# Raonament inductiu

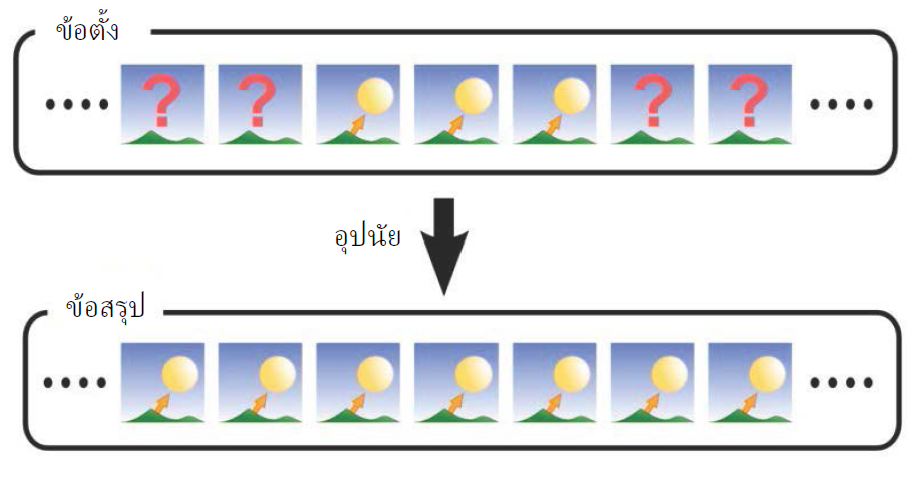
Exemple de raonament inductiu.

El raonament inductiu, inducció o mètode lògic inductiu és el procés de raonament pel qual s'arriba a una conclusió a partir de la generalització. Es parteix d'una sèrie d'exemples significatius on es dona una característica concreta i s'infereix que es donarà en els individus semblants o situacions anàlogues. La inducció permet establir hipòtesis i avançar en el coneixement. El seu grau de veritat o certesa, però, resta sempre en qüestió, perquè es poden trobar contraexemples o excepcions que contradiguin la hipòtesi inicial.

## Desenvolupamemt
El  raonament inductiu és una modalitat del raonament no deductiu que consisteix a obtenir conclusions generals a partir de premisses que contenen dades particulars. Per exemple, de l'observació repetida d'objectes o esdeveniments de la mateixa índole s'estableix una conclusió per a tots els objectes o esdeveniments d'aquesta naturalesa.
Premisses: És igual:
- He observat el corb número 1 i era de color negre.
- El corb número 2 també era negre.
- El corb número 3 també.

Conclusió:
- Aleshores, tots els corbs són negres.

En aquest raonament, es generalitza per a tots els elements d'un conjunt la propietat observada en un nombre finit de casos. Ara bé, la veritat de les premisses (10.000 observacions favorables a aquesta conclusió, per exemple) no converteix en veritable la conclusió, ja que hi podria haver una excepció. D'aquí que la conclusió d'un raonament inductiu només pugui considerar-se probable i, de fet, la informació que obtenim per mitjà d'aquesta modalitat de raonament és sempre una informació incerta i discutible. El raonament només és una síntesi incompleta de totes les premisses.
En un raonament inductiu vàlid, per tant, és possible afirmar les premisses i, simultàniament, negar la conclusió sense contradir. Encertar en la conclusió serà una qüestió de probabilitats.
Dins del raonament inductiu es distingeixen dos tipus:
- Complet: s'acosta a un raonament deductiu perquè la conclusió no aporta més informació que la ja donada per les premisses. En aquest, s'estudien tots els individus abastats per l'extensió del concepte tractat, per exemple:

La Jessica i l'Alan tenen tres fills: Sofia, Andrea i Kevin
 La Sofia és rossa,
 L'Andrea és rossa,
 En Kevin és ros,
 Per tant, tots els fills de l'Alan i la Jessica són rossos.
- Incomplet: la conclusió va més enllà de les dades que donen les premisses. A major quantitat de dades, major probabilitat. La veracitat de les premisses no garanteix la veracitat de la conclusió. Per exemple:

La Maria és rossa,
En Joan és ros,
En Pere és ros,
En Jordi és ros;
Per tant, totes les persones són rosses. 

## Els cànons de Mill
El filòsof i economista liberal britànic John Stuart Mill va proposar cinc mètodes (o cànons) en el raonament inductiu.
Els primers quatre cànons apunten a concloure quina circumstància trobada en els casos és causa del fenomen estudiat. En l'últim, les causes es busquen en altres fenòmens.
 I. Mètode de la concordança. Si es troba una única circumstància en comú entre els casos que s'investiguen, es pot induir que aquesta circumstància és la causa del fenomen.
 II. Mètode de la diferència. Si una circumstància entre diverses d'iguals és la que distingeix la resta dels casos, i el fenomen es dona diferentment en aquest cas, llavors aquesta circumstància és la causa del fenomen.
 III. Mètode de la concordança i diferència. És el mètode de la concordança, que es verifica amb el mètode de la diferència. Aquest mètode pot semblar més segur. No obstant això, tampoc és infalible.
 IV. Mètode dels residus. Consisteix a eliminar determinades circumstàncies, i anar observant si el fenomen persisteix.
 V. Mètode de les variacions concomitants. Consisteix a observar les variacions del fenomen, i descobrir quin altre fenomen varia de manera concomitant. Si es troba, aquest pot ser la causa del fenomen estudiat.

## Aplicacions pràctiques
- Es fa servir en la interpretació de la taula de veritat que es crea per diagnosticar una avaria en un circuit electrònic digital, incloent el seu ús en els ordinadors.

## Cites i notes
1. ↑  Considereu, per exemple, els cignes: a França són blancs. A Alemanya i Anglaterra també són blancs. En realitat, en tot Europa tots els cignes són blancs. No obstant això, i al contrari de la induccio òbvia i tradicional, no tots els cignes són blancs.